# Sociologie du droit
 (février 2015).
La sociologie du droit (ou sociologie juridique) est la branche (ou sous-discipline) de la sociologie qui étudie les phénomènes juridiques en prêtant attention aux pratiques effectives des acteurs du champ juridique, et non simplement aux textes réglementaires. Cette discipline entretient des rapports complexes avec le droit d'une part, et la théorie ou science du droit d'autre part.
Le juriste italien Dionisio Anzilotti a été le premier, en 1892, à utiliser l'expression « sociologie juridique ». En France, ce n'est cependant qu'après la Seconde Guerre mondiale que la sociologie du droit s'imposa progressivement dans les facultés de droit, en particulier sous l'égide de Henri Lévy-Bruhl, qui en est la figure titulaire de 1926 à sa mort en 1964.

## Histoire
Selon Florence Renucci, les premiers rapprochement entre sociologie et sciences du droit sont effectués par des professionnels du droit colonial à partir de la seconde moitié du XIXe siècle, particulièrement au Maghreb. Elle note le rôle joué par plusieurs chercheuses dans cette innovation de la manière de regarder le droit, dans des domaines de recherche majoritairement occupés par des hommes.

## Rapports entre sociologie et théorie du droit
Selon la formulation, par Hans Kelsen, des thèses classiques du positivisme juridique, l'étude sociologique du droit ne peut être d'aucune utilité pour les juristes, car pour Kelsen c'est seulement l'aspect formel des normes qui doit permettre de les interpréter et les appliquer, pas les manières dont elles sont effectivement utilisées par les gens. Il s'est ainsi notamment opposé à Eugen Ehrlich, selon lequel l'étude de la société pouvait et devait justement servir à comprendre et améliorer le droit. Pour Ehrlich, qui a été fortement marqué par la complexe diversité culturelle de la Bucovine, le droit est avant tout un « droit vivant ».
Le réalisme juridique, un courant théorique, revendique une parenté avec la sociologie du droit.
Léon Duguit a revendiqué la possibilité d'intégrer la sociologie dans le paradigme du positivisme juridique. Gabriel Tarde, qui pensait que le droit était un phénomène causé par l'imitation des uns par les autres au sein de la société, a aussi argumenté que les juristes doivent prendre des cours de sociologie.

## Sociologie marxiste du droit
Selon Jean Carbonnier en 1978, les thèses marxistes considèrent que « le droit est l’expression exclusive de la domination d’une classe — classe capitaliste ou classe ouvrière, selon les époques de l’histoire, (...) ».

## Méthode
La principale difficulté à laquelle ont réfléchi les sociologues du droit est celle de déterminer s'il faut étudier le droit de l'intérieur, c.-à-d. en utilisant les concepts juridiques, ou bien de l'extérieur en expliquant les raisonnements et institutions à partir de facteurs économiques ou sociologiques. Selon la spécialiste Liora Israël, cette question est une impasse car elle présuppose que le droit serait une idéologie cohérente et définie, or le droit n'est jamais détaché des relations sociales qui façonnent ses protagonistes. Elle conseille donc aux sociologues du droit d'utiliser les méthodes historique et ethnographique, afin de prêter attention aux manières dont les divers discours sur les règles et leur application se construisent en rapport avec d'autres types d'enjeux au sein de leurs contextes particuliers.

## Par sociologue

### Émile Durkheim
Henri Batiffol, fait une synthèse des thèmes durkheimiens appliqués au droit : 

« le phénomène juridique premier est la coutume, dont le caractère social est le plus manifeste en raison de sa formation spontanée, et qui est justiciable au premier chef de la méthode d’observation. (...) La loi apparaît moins directement comme un fait social, parce qu’elle est œuvre volontaire ; mais son objectif doit être de lire dans les faits sociaux les règles qu’elle doit consacrer, au besoin en les aménageant ; il en va de même de la jurisprudence. (...) l’activité du législateur et du juge est à son tour un phénomène social justiciable des mêmes méthodes que le droit spontané. Il résulte de la pression sociale sur la conscience des législateurs ou juges. On doit donc y retrouver l’expression de la conscience collective. (...) Le droit étant le produit de la conscience collective est lié à la société, en ce double sens que tout droit est engendré par la société, mais aussi mène donc à voir le phénomène juridique dans les règles d’organisation de tout groupement humain, qu’il s’agisse de la plus modeste association aussi bien que du plus puissant État, ou de la communauté internationale (...) »

François Chazel fait état d’un véritable programme de recherche élaboré par Émile Durkheim, cependant éparpillé, et fait la description de trois traits essentiels de ce programme. La solidarité a une expression, un symbole visible : le droit et « en effet, la vie sociale, partout où elle existe d’une manière durable, tend inévitablement à prendre une forme définie et à s’organiser, et le droit n’est autre chose que cette organisation même, dans ce qu’elle a de plus stable et de plus précis. » Il fait néanmoins une différence entre les règles relevant du droit et celles qui relèvent de la morale. Il y a deux espèces de droit : celui des sanctions répressives et celui des sanctions restitutives. D’autre part, crime et peine sont indissolublement liés et font du premier un phénomène normal.

### Max Weber
Dans Économie et société, Max Weber, juriste de formation, a appliqué sa méthode compréhensive à la sociologie juridique. Sa réflexion s’articule d’abord autour de la validité légitime que donnent les acteurs sociaux à un ordre. Il distingue quatre causes à cette reconnaissance de validité : la tradition, la croyance affective, la croyance rationnelle (distincte de la précédente parce qu’elle est teintée d’idée de justice) et la disposition positive dont le caractère est légal soit du fait d’une loi, soit du fait d’une entente des intéressés. Le critère entre droit et non droit se situe dans l’existence ou non de contraintes physiques ou psychiques exercées par des personnes spécifiques, qu’il appelle le personnel du droit. La convention violée n’entraîne que la désapprobation efficace sans l’intervention de personnes sanctionnantes. Dans son ouvrage, il définit aussi une loi d’évolution du droit dont il décrit les quatre étapes : la révélation charismatique du droit par les prophètes juridiques, la création et l’application du droit par des notabilités judiciaires, l’octroi du droit par des pouvoirs théocratiques ou des pouvoirs profanes et l’élaboration systématique du droit par les juristes professionnels. Il remarque une renaissance, de son vivant, du pluralisme juridique qui s’oppose au positivisme moniste où les juristes se rangent du côté du pouvoir politique.
Pour Max Weber, la sociologie du droit doit s’intégrer à celle du politique, puisqu’il est question de domination de l’homme par l’homme. Ces quelques lignes relèvent les seuls points marquants et résumés de ce texte riche et parfois difficile d’accès. D’autre part, « La sociologie du droit est consacrée à la rationalisation du droit moderne dont le caractère propre est d’être rationnel en divers sens à la fois : généralisation, systématisation, construction de concepts juridiques, solution logique des problèmes par application de principes. Il suit à travers l’histoire l’opposition fondamentale d’une justice matérielle qui, directement appliquée au cas particuliers, est conforme au sens de justice mais livrée à l’arbitraire, et d’une légalité formelle qui juge selon la norme (Kadi-Justiz d’une part et justice selon les textes d’autre part) ». « Mais cette rationalisation, qui est un des traits de la société moderne à l’âge industriel, n’est acquise qu’au prix d’un désenchantement qui peut être douloureux.
Weber montre que l'unification du droit et sa monopolisation par l'État sont le résultat d'un processus historique. Au Moyen Âge, le droit local primait sur le droit général ; mais, à l'époque moderne, c'est le droit général, le droit de l'État, qui prime sur le droit local. Notre manière de comprendre le droit est un des résultats de ce processus historique. Reconnaître les différentes étapes de ce processus, c'est se donner la possibilité de mieux influer sur ce qu'est le droit. Par exemple il montre que les états princiers brisèrent par leur bureaucratie les associations traditionnelles et la Révolution Française a interdit les corporations. Toutefois, cet état moderne n'a pas supprimé ces forces locales, reconnaissant même souvent leur autonomie, mais il les a enserrées et soumises à ses propres lois. Elles ont perdu leur qualité d'ordre et la faculté de créer une légitimité d'elles-mêmes, alors que cette faculté était, selon Max Weber, à l'origine du développement occidental.

### Georges Gurvitch
Georges Gurvitch, sans nier les apports de Émile Durkheim, Max Weber, des juristes sociologues (Léon Duguit, Emmanuel Lévy, Maurice Hauriou), des écoles américaines du « social control » (Thomas M. Cooley), fait une critique systématique de la sociologie du droit. Il remarque, par exemple, que « la définition du droit par Durkheim est à la fois trop large et trop étroite ». Le droit ne peut être défini par des sanctions organisées, car ces dernières présupposent déjà du droit pour organiser les sanctions. Les genres du droit sont différentes des contraintes. Il écrit que « Weber a réduit la tâche de cette branche de la sociologie à l’étude de la mesure de probabilité, des "chances" des conduites sociales, effectués d’après les schémas cohérents de règles juridiques qui sont élaborées par les juristes d’un type particulier de société. mais il n’a pas été fidèle à cette base étroite». Il s’étonne que ce dernier finisse son œuvre sur une « loi tendancielle du droit» qui va à l’encontre de ses principes méthodologiques.
Georges Gurvitch définit la sociologie juridique comme « l’étude de la plénitude la réalité sociale du droit, qui met les genres, les ordonnancements et les systèmes de droit, ainsi que ses formes de constatation et d’expression, en corrélations fonctionnelles avec les types de cadres sociaux appropriés ; elle recherche en même temps les variations de l’importance du droit, la fluctuation de ses techniques et doctrines, le rôle diversifié des groupes de juristes, enfin les régularités tendancielles de la genèse du droit et des facteurs de celle-ci à l’intérieur des structures sociales globales et partielles ». Il définit et fonde le fait juridique en s’appuyant sur l’expérience juridique qui « consiste en la reconnaissance collective des faits normatifs réalisant un des multiples aspects de la justice dans un cadre social donné qu’il s’agit de protéger ».

### Niklas Luhmann
Le sociologue Niklas Luhmann a proposé une analyse du droit en tant que système qui se crée soi-même. Il refusait de concevoir la sociologie du droit comme une simple science vouée à étudier un objet, et la voyait plutôt comme une branche de la théorie des systèmes sociaux,.

### Henri Lévy-Bruhl
Dans sa Sociologie du droit, Henri Lévy-Bruhl propose sa propre définition du droit : « Le droit est l’ensemble des règles obligatoires déterminant les rapports sociaux imposés à tout moment par le groupe auquel on appartient » Il conteste la doctrine et affirme que « les règles juridiques, pour le sociologue, n’ont pas de caractère stable et perpétuel». Il distingue le droit et la religion par la prééminence de sanctions surnaturelles, et le droit de la morale dont le domaine est la conscience individuelle et dont la sanction est la désapprobation. Il signale que la frontière entre droit et morale est cependant floue, en effet, il existe des « obligations naturelles» écrites en aucun endroit mais que le juge peut faire appliquer. Il s’intéresse aux sources du droit en en distinguant les différentes catégories. Il dégage les principes d’une « science du droit ou juristique », son histoire, sa méthode et son objet propre sans toutefois aborder cette dernière question. Enfin, il expose ce qui sont pour lui « les problèmes d’aujourd’hui et de demain », par exemple « l’acculturation juridique » qui s’intéresse aux transferts juridiques entre groupes sociaux ou États, « l’unification du droit» c’est-à-dire l’idée selon laquelle les mêmes règles régiraient tous les hommes.

### Michel Foucault
La sociologie du droit chez Foucault (de) a porté l'attention particulièrement sur les manières dont les prises de paroles en contexte juridique sont des technologies de pouvoir disciplinaire.

### Pierre Bourdieu
Le sociologue Pierre Bourdieu s'est attaché à analyser comment la croyance en une « force du droit » est construite à travers des rapports de pouvoirs sociaux et des discours dont les mécanismes se rapprochent de la magie.

## Par domaine

### Droit pénal
La sociologie juridique connaît un essor particulier pour ce qui concerne le crime et la délinquance en général. Elle trouve quelques prolongements concrets ou, du moins, concomitants dans les politiques publiques de prévention et de répression. Accessoirement, on sait par ailleurs l’intérêt porté par nos concitoyens au roman noir. Philippe Robert, pour définir le crime, veut l’étudier « sur la scène de sa création (incrimination) et sur celle de sa mise en œuvre (criminalisation), les acteurs sociaux qui s’affairent, avec des moyens inégaux, des enjeux différents et des stratégies variables, autour de cette ressources sociale que constitue le droit pénal ». Il s’oppose à une définition qui verraient le crime selon une double face : normative (juridique) et comportementale. Sans aller au-delà dans la présentation des investigations de la criminologie et des débats qui l’animent, on retiendra l’idée selon laquelle certains faits sociaux évoluent vers le judiciaire. L’objet changeant se prête donc à une analyse de type sociologie juridique.

### Contrats et droit du travail
Les contrats font l’objet de plus en plus d’études. En témoigne, par exemple, la typologie des contrats d’approvisionnement pour une multinationale de production d’acier au Canada. Distinguant le contrat légal, du contrat bureaucratique, du contrat normalisé, du contrat communautaire et du contrat moral, l’auteur définit, pour son analyse empirique une approche spécifique et pourtant plurielle de la sociologie juridique qu’il distingue de la science du droit et de la science économique, disciplines qui s’intéressent aussi aux contrats, soit d’un point de vue normatif, soit du point de vue de l’efficacité de l’action. Pour lui, la sociologie juridique « se donne pour mission principale d’élargir la connaissance des comportements pour compenser l’intérêt quasi exclusif que les juristes portent à l’étude des règles de droit dans leur formulation officielle ».
La spécificité du fait sociologique de type juridique réside, semble-t-il, dans l’attention portée à des relations sociales où serait mêlées directement ou indirectement des normes formelles c’est-à-dire légales. Les règles nombreuses et relativement contraignantes qui régissent le conseil de prud’hommes comme d’autres tribunaux en font un espace privilégié pour observer comment ces règles sont intégrées et « utilisées». Ce qui met en évidence la notion de résistance sociale. Toute norme amenant un changement imposé selon le paradigme de la diffusion de Henri Mendras, serait transformée par son public au point parfois, d’en pervertir la finalité technique.
Les outils conceptuels et notionnels de la sociologie juridique s’appliquent naturellement à l’objet d’étude choisi. Avec Alain Chouraqui, on peut dire que « Dans le domaine du travail, les contacts entre système juridique et la régulation sociale sont depuis toujours très étroits».

## Subdivision d'après les acteurs du droit
« Max Weber a mis en relief le rôle de ce qu'il appelle l'état-major du droit (Rechtsstab), c'est-à-dire les professions juridiques. On peut aussi parler, à ce sujet, des acteurs du droit. Autour de deux d'entre eux le législateur, mais surtout le juge tendent à se former des sociologies particulières. À la vérité, la sociologie législative a d'abord été conçue comme une sociologie appliquée à la législation (cf. infra, p. 392). C'est une fonction pratique de la sociologie qui a été érigée en sociologie distincte.
Mais il est rationnel de généraliser la notion et d'y inclure tous les aspects sociologiques de l'activité législative : les forces anonymes qui, à l'œuvre dans la société, déterminent l'apparition de la règle de droit (le législateur sociologique, dit-on quelquefois, par opposition au législateur juridique, le ministre qui a pris l'initiative ou les parlementaires qui ont voté) ; les groupes de pression ; les phénomènes de connaissance et d'ignorance, d'effectivité ou d'ineffectivité de la loi. La sociologie judiciaire est plus franchement reconnue comme une discipline distincte. On s'explique qu'elle ait rencontré aux États-Unis un terrain de prédilection, si l'on réfléchit à l'importance du juge dans la société américaine et dans le droit de la Common Law. Dans un premier volet, elle se présente comme une sociologie des professions : les magistrats, les avocats sont pris pour objet d'étude, sous l'angle de leur recrutement, de leurs opinions, de leurs comportements envers les justiciables, de l'image qu'ils donnent d'eux-mêmes dans le grand public, etc. Mais c'est le jugement qui est au cœur de la sociologie judiciaire, la formation du jugement, le sentencing.
Le phénomène pourrait sembler relever de la psychologie : psychologie des petits groupes quand le tribunal est collégial, ou même psychologie individuelle quand le juge est unique. De fait, la sociologie judiciaire ne peut ici se passer de la psychologie judiciaire ; mais elle affirme sa spécificité en cherchant à établir des corrélations entre le contenu de la sentence et les données proprement sociales qui environnent le juge. »

— Extrait de Jean Carbonnier, Sociologie juridique, Thémis-PUF, 1978.